# Крістін Аррон
Крістін Аррон (фр. Christine Arron; нар. 13 вересня 1973) — французька легкоатлетка гваделупського походження, яка спеціалізувалася у бігу на короткі дистанції.

## Спортивні досягнення
Бронзова олімпійська призерка в естафеті 4×100 метрів (2004). Олімпійська фіналістка (4-е місце) в естафеті 4×100 метрів (2000). Учасниця олімпійських змагань з бігу на 100 метрів на трьох Олімпіадах (2000, 2004, 2008), на яких жодного разу не вдавалось потрапити до фінального забігу. Учасниця олімпійських змагань з бігу на 200 метрів (2004), на яких зупинилась на півфінальній стадії.
Володарка повного комплекту нагород чемпіонатів світу в естафеті 4×100 метрів — золото у 2003, срібло у 1999, бронза у 1997. Бронзова призерка чемпіонату світу з бігу на 100 та 200 метрів (2005). Триразова фіналістка змагань з бігу на 100 метрів на чемпіонатах світу — двічі була 4-ю (1997, 2003) та двічі 6-ю (1999, 2007). Фіналістка (4-е місце) чемпіонату світу в естафеті 4×100 метрів (2005).
Дворазова фіналістка змагань з бігу на 60 метрів на чемпіонатах світу в приміщенні — 4-е місце у 2006 та 7-е місце у 2004.
Чемпіонка Європи з бігу на 100 метрів (1998). Срібна (2010) та бронзова (1998) призерка чемпіонатів Європи в естафеті 4×100 метрів. Фіналістка чемпіонатів Європи з бігу на 100 метрів (8-е місце у 2010) та в естафеті 4×100 метрів (4-е місце у 2012).
Фіналістка (6-е місце) чемпіонату Європи в приміщенні з бігу на 200 метрів (1996).
,
Багаторазова переможниця у спринтерських дисциплінах на Кубках Європи — 4 рази у бігу на 100 метрів (1999, 2003, 2004, 2005), 2 рази у бігу на 200 метрів (1997, 2005) та 4 рази в естафеті 4×100 метрів (1999, 2000, 2003, 2005).
Багаторазова чемпіонка та рекордсменка Франції з різних дисциплін спринтерського бігу.
Рекордсменка Європи з бігу на 100 метрів — 10,73 (1998).